# خيف فاضل
خيف فاضل هو أحد خيوف قرى ينبع النخل القديمة، يقع بالقرب من قرية سويقة ينبع في السعودية.